# Niels Jørgensen
Niels Jørgensen (Aarhus, 24 januari 1971) is een Deens voormalig voetballer die speelde als doelman.

## Carrière
Jørgensen maakte zijn profdebuut voor Aalborg BK in 1989 en bleef er spelen tot in 1994. Hij vertrok naar Aarhus GF uit zijn geboortestad waar hij drie seizoenen bleef spelen alvorens naar stadsgenoot Aarhus Fremad over te stappen. Het voetballen hield hij in 1999 voor bekeken.
Hij was jeugdinternational voor Denemarken waarmee hij deelnam aan de Olympische Spelen in 1992.
1 Jørgensen ·
2 Helveg ·
3 Laursen ·
4 Thomsen ·
5 Frank ·
6 Kjeldbjerg ·
7 Madsen ·
8 Ekelund ·
9 Molnar ·
10 Frandsen ·
11 Møller ·
12 Risager ·
13 Tøfting ·
14 Højer ·
15 Hansen · 
16 Flies ·
17 Mosegaard Madsen ·
18 Larsen ·
19 Andersen ·
20 Johansen ·
Coach: Jensen